# Eistla Regio
Eistla Regio est une longue bande volcanique située sur la planète Vénus par 10,5° N et 21,5° E. S'étirant sur plus de 8 000 km, elle est bordée au nord par Sedna Planitia et Bereghinya Planitia, et au sud par Guinevere Planitia et Tinatin Planitia.

## Géographie
Eistla Regio se compose de trois segments :
- à l'ouest, une extrémité constituée par Sif Mons et Gula Mons, avec un certain nombre de coronae satellites ;
- au centre, une zone de nombreuses coronae et de farra (notamment Carmenta Farra) autour de Sappho Patera ;
- à l'est, une zone de vastes coronae (notamment Pavlova Corona et Calakomana Corona) au-delà de Kali Mons.

Les reliefs ne dépassent généralement pas 1 500 m d'altitude, à l'exception des volcans, qui peuvent atteindre le double.

## Géologie
La particularité de cette région est la relative indétermination typologique de ses formations géologiques qui, entre coronae et volcans boucliers, sont souvent ambiguës, particulièrement dans la partie centrale. On ignore en particulier dans quelle mesure la hauteur d'un volcan d'Eistla doit être attribuée à l'édifice volcanique proprement dit où à un soulèvement du terrain sous ce volcan, ce qui change radicalement l'interprétation géologique de ces structures.
Ceci illustre la complexité de la géologie vénusienne, dans la mesure où il est généralement difficile de savoir si une formation observée est en équilibre isostatique par épaississement localisé de l'écorce, ou bien si elle est soutenue élastiquement par la lithosphère, voire dynamiquement par un panache mantellique. Il semble que le soulèvement d'Eistla Regio ait commencé avant la formation des plaines de lave adjacentes, et se soit poursuivi après leur formation, et ait accompagné un épaississement relatif de la lithosphère au fur et à mesure du refroidissement du manteau sous-jacent, d'où la « conversion » progressive de certaines coronae en volcans boucliers.